# Palatul Tullgarn
 Palatul Tullgarn (Tullgarns slott în suedeză) este o reședință regală situată lângă Häggnäsviken, la sud de Stockholm, Suedia. Palatul este adeseori asociat cu Gustav al V-lea al Suediei și soția acestuia, Victoria de Baden. La sfârșitul secolului al XIX-lea și începutul secolului al XX-lea, Gustav al V-lea al Suediei obișnuia să-și petreacă aici verile. Inițial, palatul a fost construit pentru Prințul Frederick Adolf al Suediei, însă a devenit reședința de vară a familiei regale.

## Istoric
Palatul a fost construit pe locul unui vechi castel renascentist demolat în anul 1719. Arhitectul responsabil a fost Joseph Gabriel Destain. Grădina palatului, așa cum se prezintă astăzi, a fost realizată în anul 1820, după modelul „Logården” al palatului regal din Stockholm.
Palatul a intrat în circuitul regal în anul1772, iar în perioada 1778-1793 a fost reședința Prințului Frederick Adolf al Suediei, care a optat pentru un stil neoclasic.
În anul 1881, Palatul Tullgarn îi revine lui Gustav al V-lea al Suediei care îl transformă într-o funcțională reședință de vară .